# ST Review
Az ST Review egy az Atari ST-vel foglalkozó számítógépes magazin volt, amelyet az EMAP adott ki a kilencvenes évek elejétől közepéig az Egyesült Királyságban. A magazint 1992 májusában alapították és a felnőtt olvasóknak szánták, mivel olyan témákkal foglalkozott, mint a személyi számítógép MIDI képességei, a programozás vagy a szövegszerkesztés. A magazint eladták a Europressnek, miután az EMAP úgy döntött, hogy megszünteti a vártnál kevesebb profitot termelő kiadványait. A magazin további két évig működött Vic Lennard szabadúszó szerkesztő, Tony Kaye teljes munkaidős helyettes szerkesztő és egy teljes munkaidős designer vezetésével. Ez a háromfős csapat több szabadúszó szerkesztővel karöltve csaknem teljes két évig népszerűvé tették a magazint, amikor is a csökkenő példányszám és az Atari Falconjának népszerűtlensége miatt megszüntették.
A magazint végül eladták a Future Publishingnek, a rivális ST Format kiadójának.
Hasonlóan a többi videojátékos magazinhoz az ST Review tartalmát is hírek, játékbemutatók, előzetesek, tippek, végigjátszások, egyéb rovatok és rajongói levelek alkották.